# 勘马剌丁
勘马剌丁（1239年—1297年），又作剌马丹，元朝官员。回回人，大名宣课提领迷儿阿里的儿子。
原居于阗（今新疆和田），元初随父入居中原。元世祖至元十三年（1276年），监永州祁阳县（今湖南祁阳县），力阻元军杀县民，使当地一万三千余户得以幸免。任内，严肃吏治，打击豪强，惩治污吏，减轻民赋，为时人所称颂。元成宗元贞元年（1295年），被陷害入狱。出狱后调任广海盐课提举。在任上去世，追赠奉训大夫、飞骑尉，封渔阳县男。